# Вокзальная (станция метро, Киев)
«Вокза́льная» (укр. «Вокза́льна»,  (слушать)о файле) — станция Киевского метрополитена. Находится на стыке Шевченковского и Соломенского районов. Расположена на Святошинско-Броварской линии между станциями «Политехнический институт» и «Университет».

## История
Открыта 6 ноября 1960 года в составе первой очереди строительства. Станция названа согласно её расположению рядом с Центральным и Пригородным вокзалами железнодорожной станции Киев-Пассажирский. Пассажиропоток — 68,3 тыс. чел./сутки. По состоянию на 2011 год являлась наиболее загруженной станцией Киевского метрополитена.
С 1986 года станция имеет статус «памятник архитектуры местного значения», охранный номер — 192.

## Описание
Поблизости находится станция скоростного трамвая «Старовокзальная».
Станция глубокого заложения. Имеет три подземных зала — средний и два зала с посадочными платформами. Залы станции соединены между собой рядом проходов-порталов, которые чередуются с пилонами. Подземный вестибюль соединен с наземным трехленточным одномаршевым эскалатором.
Наземный вестибюль представляет собой двухэтажное здание, которое примыкает к зданию пригородного вокзала станции Киев-Пассажирский.

## Внешний вид
В оформленнии подземного вестибюля используется контраст белых стен и пилонов с декоративными бронзовыми чеканными медальонами (диаметром до 2 м), на которых изображены события из истории Украины. Торец зала до 1992 года был украшен гербом УССР.
В настоящее время медальоны закрыты деревянными щитами.

## Перспективы развития
В перспективе станция «Вокзальная» станет частью пересадочного узла с Подольско-Вигуровской линией.
Начиная с середины 1960-х годов планируется сооружение второго выхода со станции. Начало его строительства постоянно откладывается. Ориентировочный срок строительства — примерно 1,5 года.

## Изображения
- Центральный зал, вид на эскалаторы
- Декоративная решётка в торце центрального зала
- Проход между пилонами
- Посадочная платформа
- Название станции на путевой стене
- Светофор в конце платформы по первому пути
- Дверца на путевой стене
- Светильники в кассовом зале
- Наземный вестибюль

- Декоративные медальоны на пилонах
- Медальон «Древнерусские витязи»
- Медальон «Переяславская рада»
- Медальон «Крестьянское восстание»
- Медальон 
«За власть Советов!»
- Медальон «Воссоединение украинских земель, 1939 год»
- Медальон «Великая Отечественная война»
- Медальон 
«Дружба народов»
- Медальон «В семье вольной, новой»
- Медальон-pешётка на стене бокового зала

## Режим работы
Открытие — 5:45, закрытие — 0:16
Отправление первого поезда в направлении:
- ст. «Лесная» — 5:53
- ст. «Академгородок» — 5:57

Отправление последнего поезда в направлении:
- ст. «Лесная» — 0:22
- ст. «Академгородок» — 0:26